# Martapura
Martapura – miasto w Indonezji w południowej części wyspy Borneo, w prowincji Borneo Południowe; 131 tys. mieszkańców (2005); ośrodek administracyjny dystryktu Banjar.
Ośrodek wydobycia i obróbki diamentów, zwane Diamentowym miastem. Największym znalezionym tu był 160-karatowy różowy diament Trisakti.